# Kobdombo
Kobdombo est une commune du Cameroun située dans la région du Centre et le département du Nyong-et-Mfoumou. C'est le chef-lieu de l'arrondissement de Nyakokombo qui recouvre son territoire.

## Population
Lors du recensement de 2005, la commune comptait 11 227 habitants, dont 377 pour Kobdombo proprement dit. Le Maire de la Commune est Ze Biwole Caulin (2007-)

## Personnalités liées à la commune
- Roger Nkodo Dang, Député, Président du Parlement Panafricain (2015-2020)
- Pr Nguele Abada Marcelin, Professeur Titulaire de Droit Public[3]
- Général de Brigade Aérienne Eba Eba Benoit Bede[4]
- Commissaire Divisionnaire Jean Louis Messing, Directeur de la Police des frontières[5]

## Organisation
Outre Kobdombo, la commune comprend les villages suivants :
- Andom
- Atoa
- Awaé
- Efoufoup
- Ekpwassong
- Fang-Bikang I
- Fang-Bikang II
- Fang-Biloun
- Ka'a
- Kongo
- Koudbengono
- Mbeng
- Mbogué
- Mboké
- Mboni
- Mvianga
- Ndamvo
- Ngada
- Ngalla
- Ngondo
- Ngoulkeka
- Nkoambang
- Nkoleboudou I
- Nkpwanvoug
- Nkpwanzé
- Nyenda
- Salla
- Sobia
- Tomba III
- Tombo
- Yenassa